# Santi Cristoforo, Girolamo e Ludovico di Tolosa
I Santi Cristoforo, Girolamo e Ludovico di Tolosa è un dipinto a olio su tavola (300x185 cm) di Giovanni Bellini, firmata e datata 1513, e conservato nella chiesa di San Giovanni Crisostomo a Venezia.

## Storia
Il dipinto fa parte dell'ultima fase produttiva dell'artista, quella in cui abbracciò le novità del tonalismo di Giorgione. Era stato commissionato nel 1494 dal mercante veneziano Giorgio Diletti, lasciando una precisa disposizione nel suo testamento, sia sul soggetto che sulla collocazione. 
La firma e la data 1513 confermano che tra l'ordinazione e il completamento della pala intercorsero quasi vent'anni, ma non se ne conosce l'esatta ragione.

## Descrizione e stile
Lo schema è quello della sacra conversazione tipica della tradizione veneziana, in larga parte legata alla produzione dello stesso Bellini, con un arco mosaicato che simula uno sfondamento della parete sopra l'altare e tre figure di santi. Al posto del tradizionale trono della Vergine, in posizione rialzata, si vede san Girolamo su una rupe, intento alla lettura della Bibbia e ritratto come eremita. In basso, separati da un parapetto con specchiature marmoree (dove si trova il cartellino con la firma) si vedono san Cristoforo e un santo vescovo. Quest'ultimo era stato interpretato come sant'Agostino sulla base di una scritta sul libro ("De civitate Dei") rivelatasi poi apocrifa (si trova infatti sul rovescio del volume, piuttosto che sulla copertina frontale). I gigli d'Angiò sul manto testimoniano invece che si tratti di Ludovico di Tolosa, il nobile francese che rinunciò alla corona per abbracciare il francescanesimo. 
La scelta dei santi, più che a semplici omonimie coi committenti, è forse legata a temi neoplatonici, con Ludovico che simboleggia la fede contemplativa e liturgica, e Cristoforo quella attiva e della predicazione. San Girolamo sarebbe il punto più alto della vita spirituale, come congiunzione perfetta tra azione e contemplazione, tra ascesi e scienza rivelata, essendo anche dottore della Chiesa per la sua traduzione della Vulgata. 
L'arco stesso simboleggia la Chiesa e vi si trova scritto in greco il secondo versetto del salmo 14: «Il Signore dal cielo si china sugli uomini per vedere se esista un saggio: se c'è uno che cerchi Dio». L'uso della scrittura greca è legato alla comunità greco-veneziana, che si riuniva proprio nella chiesa di San Giovanni Crisostomo. Il versetto e il simbolo del fico si riferiscono a Girolamo, quale prescelto dal Signore per comprendere la legge suprema.
La fusione dei personaggi col paesaggio dimostra la ricezione delle novità di Giorgione (Pala di Castelfranco) e di Sebastiano del Piombo (Pala di San Giovanni Crisostomo, nella stessa chiesa).